# Between the Buttons
Between the Buttons er det femte engelske, og det syvende amerikanske studiealbum fra The Rolling Stones, der blev udgivet i 1967, og var opfølgeren til det ambitiøse album Aftermath. 
Between the Buttons blev indspillet af to gange i Los Angeles i august 1966, og i London i november samme år. 
Albummet er fra den periode hvor The Rolling Stones flyttede sig længere og længere væk fra deres  R’n’B rødder. Med udgivelser som The Beatles Revolver, The Beach Boys Pet Sounds og Bob Dylans Blonde on Blonde gennem 1966 havde rock musikken udviklet sig betydeligt, og The Rolling Stones – specielt Mick Jagger og Keith Richards som sangskrivere – var nødt til at holde trin. Bevidste om at de måtte skabe noget bedre end Aftermath blev albummet Between the Buttons til. Selvom Mick Jagger offentligt tog afstand fra det de efterfølgende år, blev albummet rost som et at de bedste album af The Rolling Stones fans. 
Lige som Aftermath havde Between the Buttons også nogle forskelligheder mellem den  engelske og den  amerikanske version. 
Den engelske version (som produceren Andrew Loog Oldham og The Rolling Stones havde til formål med) var udleveret i januar 1967 til Decca Records, sammen med separate singler "Lets Spend the Night Together" samt "Ruby Tuesday". På grund af nogle problemer med den engelske pladeindustri kom singlerne ikke med på albummet. Til trods for det blev albummet modtaget godt, og kom på en tredje plads i England.  
I USA blev "Lets Spend the Night Together" og "Ruby Tuesday" puttede på albummet, mens "Black Street Girl" og "Please Go Home" fik sparket ud af albummet. "Ruby Tuesday" nåede en 1. plads, mens albummet Between the Buttons blev nummer 2. og solgte til guld. 
Brian Jones forsatte med at eksperimentere med forskellige eksotiske instrumenter, udover at spille elektriske og akustiske guitar,mundharmonika, blokfløjte, klaver, trompet og basun. 
Yderligere var Between the Buttons det sidste album Andrew Loog Oldham kom til at producere, da The Rolling Stones og dennes veje skiltes i midten af 1967. 
I de efterfølgende år blev albummet Between the Buttons af en eller anden grund overset. Men i dag er dog mange kritikere og fans dog opmærksom på albummet kvalitet, og roser det.  

## Spor

### Udgivelsen i England
- Alle sangene er skrevet af Mick Jagger and Keith Richards udtaget hvor andet er påført.

1. "Yesterday's Papers" – 2:04
2. "My Obsession" – 3:17
3. "Back Street Girl" – 3:27
4. "Connection" – 2:08
5. "She Smiled Sweetly" – 2:44
6. "Cool, Calm And Collected" – 4:17
7. "All Sold Out" – 2:17
8. "Please Go Home" – 3:17
9. "Who's Been Sleeping Here?" – 3:55
10. "Complicated" – 3:15
11. "Miss Amanda Jones" – 2:47
12. "Something Happened to Me Yesterday" – 4:55

### Udgivelsen i USA
1. "Let's Spend the Night Together" – 3:36
2. "Yesterday's Papers" – 2:04
3. "Ruby Tuesday"* – 3:17
4. "Connection" – 2:08
5. "She Smiled Sweetly" – 2:44
6. "Cool, Calm And Collected" – 4:17
7. "All Sold Out" – 2:17
8. "My Obsession" – 3:17
9. "Who's Been Sleeping Here?" – 3:55
10. "Complicated" – 3:15
11. "Miss Amanda Jones" – 2:47
12. "Something Happened To Me Yesterday" – 4:55

## Musikere
- Mick Jagger – Sang, Kor, Perkussion, Mundharmonika
- Keith Richards – Elektriske Guitar, Kor, Sang, Akustisk Guitar, Guitar, Bass, Orgel, Double Bass
- Brian Jones – Elektriske Guitar, Klaver, Orgel, Mundharmonika, Blokfløjte, Slide Guitar, Banjo, Perkussion, Saxofon, Kazoo, Trompet, Basun
- Charlie Watts – Trommer
- Bill Wyman – Bass, Perkussion, Kontrabas
- Nicky Hopkins – Piano
- Jack Nitzsche – Klaver, Cembalo, Perkussion
- Ian Stewart – Klaver, Orgel